# Bryomyia bergrothi
Bryomyia bergrothi är en tvåvingeart som beskrevs av Jean-Jacques Kieffer 1895. Bryomyia bergrothi ingår i släktet Bryomyia och familjen gallmyggor. Arten är reproducerande i Sverige. Inga underarter finns listade i Catalogue of Life.